# گنبد تاج‌الملک
گنبد تاج‌الملک در مسجد جامع اصفهان قرار دارد و دقیقاً مقابل گنبد نظام الملک ایجاد شده‌است. مردم آن را «گنبد خاکی» نیز می‌نامند. به دلیل رقابتی که مابین تاج‌الملک و نظام‌الملک وجود داشت این گنبد به سبک رازی ساخته شد و در آن زمان خارج از مسجد قرار داشت و ملکشاه سلجوقی پیش از ادای نماز جمعه در زیر این گنبد تشریفات را انجام می‌داد. بنای مذکور کوچکتر از سازهٔ نظام‌الملک است اما از نظر ظرافت و تناسب بر آن برتری دارد. آجرها و تزیینات هندسی و نقوشی که در گنبد تاج‌الملک کار شده بسیار هنرمندانه است و همین امر باعث شده این گنبد دارای ارزش و اعتبار بسیاری باشد. این گنبد همانند گنبد نظام‌الملک از صورت مربعی به ۸ ضلعی و سپس به ۱۶ ضلعی رسیده و بر استوانه‌ای بنا گشته‌است. قطر آن ۱۰/۵ متر و ارتفاع آن ۱۹/۵ متر است.
گنبد دارای دو پوسته است و پوستهٔ خارجی به وسیلهٔ آجرهای زیبا پوشانده شده‌است. در داخل همین گنبد، کتیبه‌ای موجود است که سال ساخت آن ۴۸۱ ه‍.ق/۱۱۰۱ م ذکر شده و بانی آن تاج‌الملک معرفی شده‌است. دو سمت این اثر باز است و تنها سمت شمالی و غربی آن بسته می‌باشد و محراب هم ندارد. به این خاطر تعدادی از باستان‌شناسان معتقدند این بنا آرامگاه، سایبان، آب‌نما یا کتابخانه بوده‌است. اما این نظریه‌ها مورد قبول واقع نشد چرا که اگر کتابخانه بود دلیلی برای بازبودن ۲ سمت گنبد نداشت و البته برای سایبان بودن هم بسیار گران بوده‌است. مدخل اصلی ورودی آن در ادوار بعدی در جانب شرقی گنبد ایجاد شد.
- کتیبهٔ گنبد: کتیبهٔ این گنبد به خط کوفی ساده[۸] و از آجر برجسته است و آیهٔ ۵۴ سورهٔ اعراف بر آن نقش بسته‌است. نام بانی اثر ابوالغَنائم مرزبان بن خسرو فیروز شیرازی (ملقب به تاج‌الملک) و سال ساخت اثر ۴۸۱ ه‍.ق بیان شده‌است. در زیر کتیبه ۳۲ پشت بغل وجود دارد که در هر کدام از آن‌ها ۲ کلمه به خط کوفی ساده با آجر نوشته شده‌است. در زاویه‌های داخلی گنبد تاج‌الملک پس از «بسم الله الرحمن الرحیم» آیهٔ ۷۸ و ۷۹ سورهٔ اسراء به خط کوفی ساده بر آجر برجسته نوشته شده‌است. کتیبه‌ای دیگر در ضلع جنوبی گنبد است که به خط کوفی ساده بر روی آجری برجسته «بسم الله الرحمن الرحیم» و آیهٔ ۲۶ و ۲۷ سورهٔ آل عمران نقش بسته‌است.[۹]
- کتیبهٔ سر گنبد خاکی: این کتیبه به خط کوفی و در دورهٔ آل مظفر ایجاد شده که مصادف با ۷۶۸ ه‍.ق است و از طریق این سردر مسجد به کوچه‌ای شمالی راه پیدا می‌کند. این سردر ۲ حاشیه دارد. در حاشیهٔ سمت راست آن از آیهٔ اول تا آخر سورهٔ دهر حک شده و حاشیهٔ چپ هم دوباره از آیهٔ ۲۱ تا ۲۶ همین سوره حک شده‌است و در آخر این سردر نوشته شده‌است: «تم فی شهر المحرم سنة ثمان و ستین و سبعمائه.»[۱۰][۱۱][۱۲]

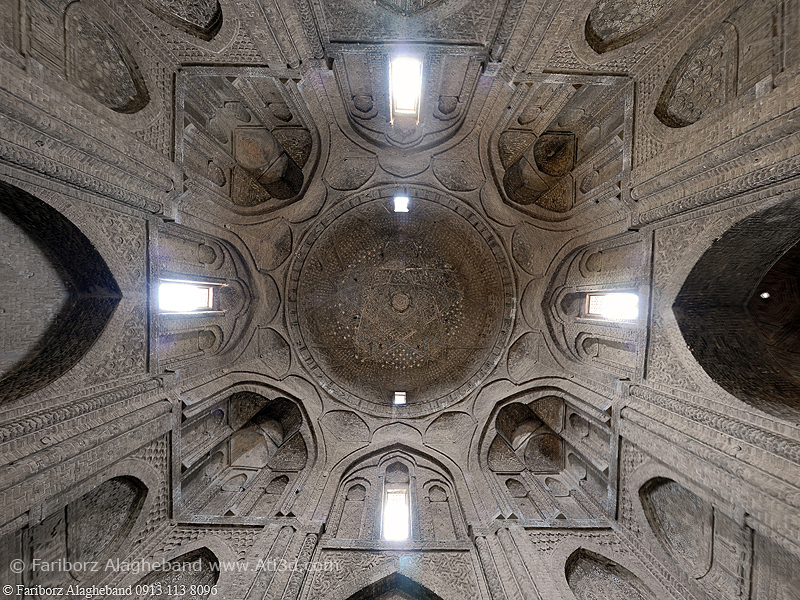
نمای داخلی گنبد تاج الملک
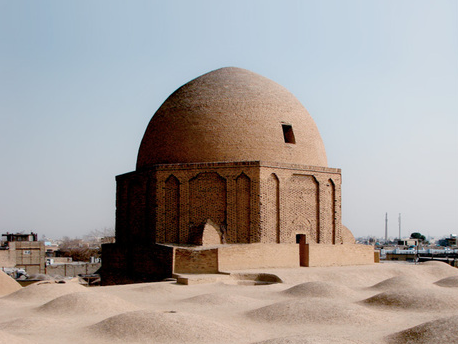
گنبد تاج الملک